# Hartmann von Heldrungen
Hartmann von Heldrungen (... – 19 agosto 1282) è stato un cavaliere medievale tedesco, dodicesimo Gran maestro dell'Ordine teutonico dal 1273 fino alla sua morte.

## Biografia
Von Heldrungen fu un Cavaliere dell'Impero di Turingia, nel Sacro Romano Impero. Egli aderì all'Ordine Teutonico assieme al fratello, Hermann von Heldrungen tra il 1234 ed il 1237.
Nel 1238, von Heldrungen divenne Komtur in Sassonia. Egli prese parte ai negoziati diplomatici ed alle celebrazioni che seguirono all'unione tra l'Ordine di Livonia e quello Teutonico. Egli ottenne i favori del Gran Maestro e per questo fu in grado di avanzare rapidamente nella gerarchia dell'Ordine. Tra il 1261 ed il 1266, egli fu Gran Komtur e secondo in carica dopo il Gran Maestro, Anno von Sangershausen.
Von Heldrungen divenne il dodicesimo Gran Maestro dell'ordine nell'estate del 1273. Il suo regno venne segnato da un periodo di pace relativa per l'ordine, fatto che lo spinse ad incoraggiare la colonizzazione delle regioni della Prussia e della Livonia. Egli ottenne così nuove terre nell'Impero come del resto in Pomerania.

## Fonti letterarie
- Udo Arnold: Die Hochmeister des Deutschen Ordens 1190 – 1994 (= Quellen & Studien zur Geschichte des Deutschen Ordens. Bd.40, zugl. Veröffentlichungen der Internationalen Historischen Kommission zur Erforschung des Deutschen Ordens. Bd.6), Marburg 1998, S.36-38.
- Kurt Häßner: Vogt Heinrich von Weida und Hartmann von Heldrungen. In: Weidaer Kolloquium – Heinrich IV. Vogt von Weida und seine Zeit. hrsg. v. Kulturförderverein Weida e.V., Weissbach 1997, S.26-32.
- Dieter Wojtecki: Studien zur Personengeschichte des Deutschen Ordens im 13. Jahrhundert. (= Quellen und Studien zur Geschichte des östlichen Europa. hrsg. v. M. Hellmann, Bd. III), Wiesbaden 1971, passim.